# Acalyptris vepricola
Acalyptris vepricola là một loài bướm đêm thuộc họ Nepticulidae. Nó được miêu tả bởi Vári năm 1963. Nó được tìm thấy ở Nam Phi (Nó đã dược miêu tả ở the Innanda District).
Ấu trùng ăn Vepris undulata.